# Алекса Демнијевски
Алекса Демнијевски Бауман (Велес, 10. септембар 1905 — Београд, 5. септембар 1961) био је учесник Шпанског грађанског рата и Народноослободилачке борбе и генерал-потпуковник ЈНА.

## Биографија
Рођен је 10. септембра 1905. године у Велесу. Након основне школе, завршио је четири разреда гимназије и због тешке материјалне ситуације морао је да прекине школовање и запосли се као обућарски радник. Године 1924, придружио се активностима револуционарне омладине, а 1926. је постао члан Комунистичке партије Југославије (КПЈ).
Средином 1928, отишао је у Совјетски Савез, где се до 1932. школовао на Комунистичком универзитету националних мањина Запада. До 1934, је обављао разне културно-политичке дужности у Московској области, после чега је до 1935. године био помоћник политичког комесара артиљеријског дивизиона Црвене армије.
Септембра 1936. године, по одлуци КПЈ, позван је да се врати у Југославију како би преузео дужност секретара Покрајинског комитета КПЈ за Македонију. После 20 дана чекања у Бечу, одлучено је да буде упућен у Шпанију, где је већ трајао грађански рат. Тамо је доспео на Кордопски фронт, на југу Шпаније, где је прво био командант батаљона „Ђуро Ђаковић“. Септембра 1937, био је унапређен у чин мајора Шпанске републиканске армије, након чега је добио команду над Интернационалним батаљоном „Георги Димитров“. Током рата је био двапут рањаван.
За то време, у Македонији је полиција провалила велик број ћелија КПЈ, због чега је Јосип Броз, тада нови секретар КПЈ, улагао напоре да доведе Демнијевског на чело ПК КПЈ за Македонију. То није остварено, па је Демнијевски остао у Шпанији све до повлачења Интернационалних бригада из рата. Августа 1938. године, био је рањен на Арагонском фронту, а због тежине ране му је ампутована нога. Тада је пребачен у Париз, а од тамо у априлу 1939. у Москву на лечење.
Почетак Другог светског рата у СССР-у 1941, затекао га је у Киргистану, на граници с Кином.
У Југославију се вратио крајем 1944. године, када је прво био постављен за политичког комесара, а затим команданта Петнаестог македонског корпуса НОВЈ. Учествовао је у борбама на Сремском фронту.
После рата, вршио је многе дужности у Југословенској народној армији (ЈНА):
- помоћник команданта Пете армије,
- командант залеђа Прве армије,
- начелник Управе за ванармијска питања Државног секретаријата за народну одбрану ФНРЈ (ДСНО),
- начелник одељења Четврте управе ДСНО.

Био је пензионисан 1958. године у чину генерал-потпуковника ЈНА.
Умро је 5. септембра 1961. године у Београду и сахрањен је у Алеји народних хероја на Новом гробљу у Београду.
Носилац је високих југословенских одликовања, међу којима су — Орден партизанске звезде првог реда, Орден заслуга за народ првог реда, Орден братства и јединства првог реда, Орден народне армије првог реда, Орден за војне заслуге првог реда и Орден за храброст.